# بایومگا (مانگا)
بایومگا (ژاپنی: バイオメガ هپبورن: Baiomega) یک مجموعه مانگا ژاپنی است که توسط تسوتومو نیهه‌ای نوشته و مصورسازی شده‌است. این سری برای اولین بار در سال ۲۰۰۴ و در مجلهٔ سینن مانگای هفته‌نامه یانگ مگزین از انتشارات کودانشا به چاپ رسید. اما کودانشا تنها یک جلد تانکوبون را در ۵ نوامبر ۲۰۰۴ منتشر کرد، و سپس این سری به اولترا جامپ شوئیشا منتقل شد که نشر آن از ۱۹ مه ۲۰۰۶، الی ۱۹ ژانویه ۲۰۰۹ ادامه داشت. شوئیشا فصل‌های خود را در شش جلد تانکوبون جمع‌آوری کرد، که از ۱۹ ژانویه ۲۰۰۷، تا ۱۹ مارس ۲۰۰۹ منتشر شد. بایومگا یک اثر مستقل اما شامل ارجاعاتی به اثر قبلی نیهه‌ای یعنی بلیم! است.